# IPPE

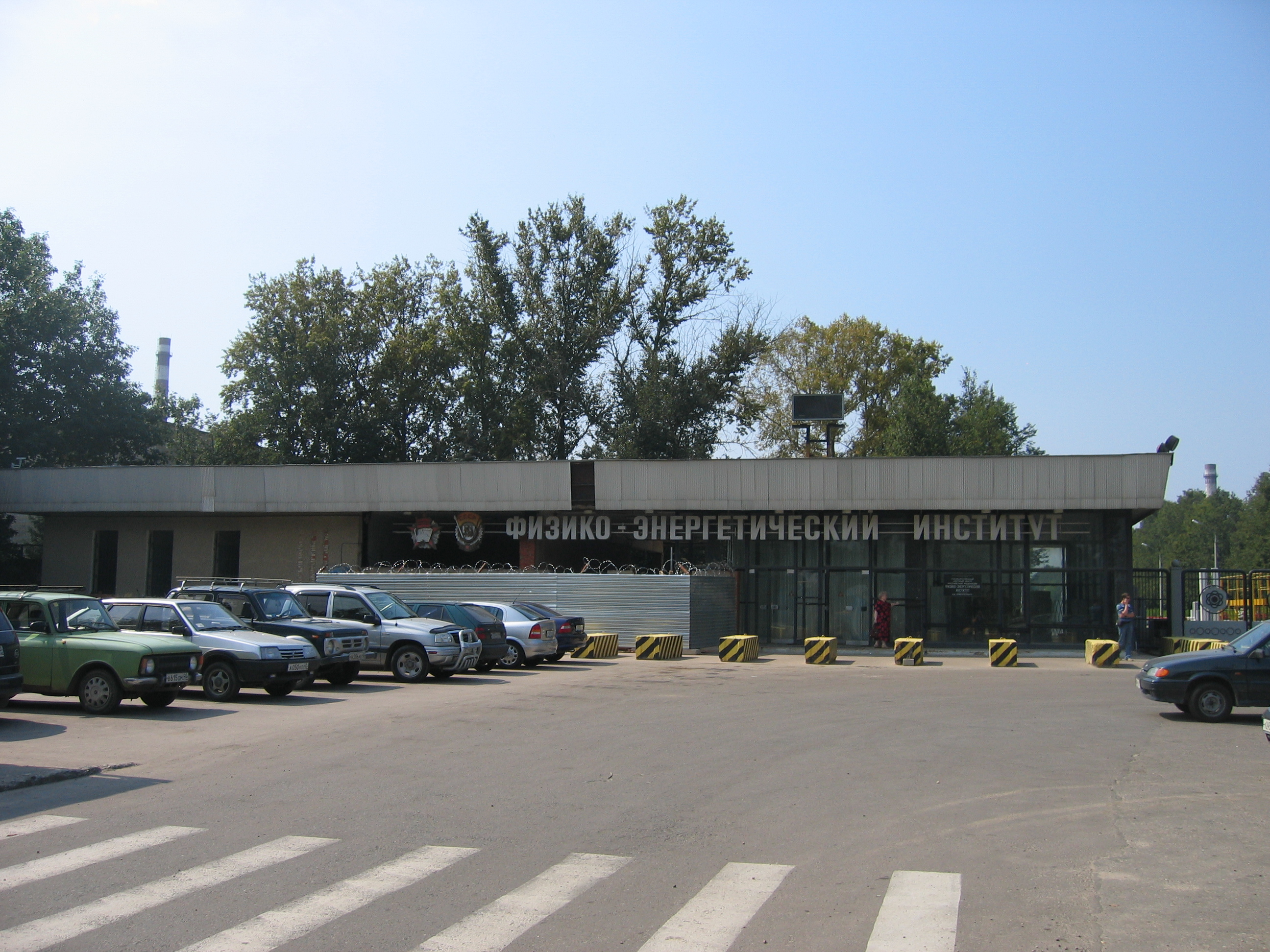
Einfahrt zum Institut

Das Staatliche Wissenschaftliche Zentrum der Russischen Föderation – Physikalisch-Energetisches-Institut A. I. Leipunski (russisch Государственный научный центр Российской Федерации – Физико-энергетический институт имени А.И.Лейпунского, kurz ГНЦ РФ – ФЭИ, bzw. IPPE) ist ein russisches Forschungsinstitut in Obninsk. Benannt ist es nach dem sowjetischen Kernphysiker Alexander Leipunski.
Das Institut wurde als Labor „V“ (russisch Лаборатория „В“), auch bekannt unter dem Codenamen Malojaroslawez-10, nach der gleichnamigen nahe gelegenen Stadt, am 19. Dezember 1945 durch Erlass des Rates der Volkskommissare errichtet. Der deutsche Kernphysiker Heinz Pose wurde beauftragt, das Labor „V“ zu errichten, zu leiten und die Mitarbeiter auszuwählen. Das wissenschaftliche Personal im Labor „V“ sollte sowohl russisch als auch deutsch sein, wobei es sich bei den ersteren hauptsächlich um politische Gefangene aus dem Gulag oder aus dem Exil handelte.
Im Jahr 1947 erhielt Leipunski, Akademiemitglied und wissenschaftlicher Verbindungsmann der 9. Hauptdirektion des NKWD, eine Anstellung im Labor „V“. Von 1949 an leitete er das in Physikalisch-Energetisches Institut umbenannte Forschungsinstitut und war von 1950 an der Leiter des Programms zur Entwicklung und zum Bau eines Schnellen Brutreaktors. 
Im Jahr 1951 wurde dem Labor angeordnet, das erste sowjetische Kernkraftwerk zu bauen. Das Kernkraftwerk Obninsk nahm am 27. Juli 1954 den Betrieb auf.
Zu den Entwicklungen des Instituts gehören weiter:
- Schnelle Reaktoren BR-1, BR-2, BR-5, BR-10 in Obninsk
- Reaktor BOR-60 im RIAR (Dimitrowgrad)
- Reaktor BN-350 für das Kernkraftwerk Aqtau
- Reaktor BN-600 für das Kernkraftwerk Belojarsk
- Reaktoren für Atom-U-Boote
- Reaktoren TOPAZ und BUK für Raumsonden

Unter der wissenschaftlichen Leitung oder in Zusammenarbeit wurden auch das Kernkraftwerk Belojarsk, das bewegliche Kernkraftwerk TES-3, das Kernkraftwerk Bilibino und zahlreiche weitere Entwürfe fertiggestellt.
In den 1950er und 1960er Jahren wirkte hier Igor Bondarenko (Leninpreisträger) mit grundlegenden Untersuchungen zur schnellen Neutronenphysik und daraus abgeleiteter Reaktoren.